# Oostenrijks voetbalkampioenschap 1913/14
1913/14 was het 3de seizoen in de Oostenrijkse competitie, ingericht door de NÖFV (Niederösterreichische Fußballverband). De competitie stond enkel open voor clubs uit de hoofdstad Wenen en voorsteden daarvan. Voor het eerst vond er geen eindronde plaats tussen de laatsten van de eerste en de eersten van de tweede klasse maar was er een directe promotie en degradatie.

## Wiener 1. Klasse
Tien clubs streden om de landstitel, ze troffen zich elk tweemaal dit seizoen. Wiener AF won voor de eerste en enige maal in de geschiedenis de landstitel. De strijd was spannend tot op de laatste speeldag. Wiener AF had genoeg aan een gelijkspel om de titel te winnen terwijl Rapid Wien moest winnen. Wiener AF speelde gelijk en stopte zo de zegereeks van Rapid die al de vorige twee landstitels gewonnen had.
De degradatie liep dit jaar af in een klucht. Nadat Wacker Wien al twee jaar op rij kampioen was geworden in de tweede klasse maar niet kon promoveren via de eindronde sprong First Vienna de club bij en diende een voorstel in bij de voetbalbond voor automatische promotie en degradatie. Nadat het seizoen voorbij was en Wacker voor de derde maal kampioen mocht de club eindelijk promoveren. First Vienna belandde echter op de laatste plaats en protesteerde tegen de regel die de club zelf geïntroduceerd had. De bond weerlegde de klacht en Vienna moest degraderen. De oudste club van het land nam dit niet en verliet de voetbalbond om een nieuwe bond op te richten. Na twee jaar hield deze op te bestaan en keerde Vienna met de staart tussen de benen terug naar de oorspronkelijke competitie.
| Pl. | Club                      | Wed | W  | G | V  | DS    | Ptn |    |
| --- | ------------------------- | --- | -- | - | -- | ----- | --- | -- |
| 1.  | Wiener AF                 | 18  | 12 | 3 | 3  | 54-34 |     | 27 |
| 2.  | SK Rapid Wien             | 18  | 11 | 5 | 2  | 51-26 |     | 27 |
| 3.  | Wiener AC                 | 18  | 8  | 7 | 3  | 51-27 |     | 23 |
| 4.  | Wiener Sport-Club         | 18  | 9  | 4 | 5  | 40-29 |     | 22 |
| 5.  | Wiener Amateur SV         | 18  | 7  | 3 | 8  | 34-43 |     | 17 |
| 6.  | 1. Simmeringer SC         | 18  | 6  | 4 | 8  | 38-42 |     | 16 |
| 7.  | SpC Rudolfshügel Wien     | 18  | 5  | 6 | 7  | 25-36 |     | 16 |
| 8.  | Floridsdorfer AC Wien     | 18  | 4  | 5 | 9  | 32-43 |     | 13 |
| 9.  | ASV Hertha Wien           | 18  | 2  | 7 | 9  | 27-44 |     | 11 |
| 10. | First Vienna FC 1894 Wien | 18  | 3  | 2 | 13 | 21-49 |     | 8  |

## Wiener 2. Klasse
Er namen dertien clubs deel aan de tweede klasse. Wacker werd voor de derde opeenvolgende maal kampioen en kon eindelijk promoveren naar de 1. Klasse. De promovendi uit de derde klasse, Admira en Hakoah Wien werden verrassend tweede en derde. Admira begon het seizoen onder de naam 1. Groß-Floridsdorfer FK Admira maar veranderde tijdens het seizoen de naam in SK Admira Wien.
| Pl. | Club                             | Wed | W  | G | V  | DS     | Ptn |    |
| --- | -------------------------------- | --- | -- | - | -- | ------ | --- | -- |
| 1.  | SC Wacker Wien                   | 24  | 21 | 1 | 2  | 102-15 |     | 43 |
| 2.  | SK Admira Wien (A)               | 24  | 18 | 3 | 3  | 69-20  |     | 39 |
| 3.  | SC Hakoah Wien (A)               | 24  | 13 | 7 | 4  | 59-35  |     | 33 |
| 4.  | SC Donaustadt                    | 24  | 13 | 6 | 5  | 74-29  |     | 32 |
| 5.  | SC Red Star Wien                 | 24  | 12 | 4 | 8  | 42-39  |     | 28 |
| 6.  | SC Ober-Sankt Veit               | 24  | 10 | 3 | 11 | 54-57  |     | 23 |
| 7.  | SC Blue Star Wien                | 24  | 7  | 4 | 13 | 40-64  |     | 20 |
| 8.  | Vienna Cricket and Football-Club | 24  | 8  | 2 | 14 | 27-58  |     | 18 |
| 9.  | Wiener Sportfreunde              | 24  | 7  | 4 | 13 | 30-43  |     | 18 |
| 10. | SK Favoritner Vorwärts           | 24  | 7  | 4 | 13 | 20-47  |     | 18 |
| 11. | FC Sturm 07                      | 24  | 4  | 5 | 15 | 26-60  |     | 15 |
| 12. | Wiener Bewegungsspieler          | 24  | 6  | 2 | 16 | 31-62  |     | 14 |
| 13. | SC Südmark Wien                  | 24  | 4  | 5 | 15 | 21-66  |     | 13 |

- (A) = promovendus

1911/12 · 1912/13 · 1913/14 · 1914/15 · 1915/16 · 1916/17 · 1917/18 · 1918/19 · 1919/20 · 1920/21 · 1921/22 · 1922/23 · 1923/24 · 1924/25 · 1925/26 · 1926/27 · 1927/28 · 1928/29 · 1929/30 · 1930/31 · 1931/32 · 1932/33 · 1933/34 · 1934/35 · 1935/36 · 1936/37 · 1937/38 · 1938/39 · 1939/40 · 1940/41 · 1941/42 · 1942/43 · 1943/44 · 1944/45 · 1945/46 · 1946/47 · 1947/48 · 1948/49 · 1949/50 · 1950/51 · 1951/52 · 1952/53 · 1953/54 · 1954/55 · 1955/56 · 1956/57 · 1957/58 · 1958/59 · 1959/60 · 1960/61 · 1961/62 · 1962/63 · 1963/64 · 1964/65 · 1965/66 · 1966/67 · 1967/68 · 1968/69 · 1969/70 · 1970/71 · 1971/72 · 1972/73 · 1973/74 · 1974/75 · 1975/76 · 1976/77 · 1977/78 · 1978/79 · 1979/70 · 1980/81 · 1981/82 · 1982/83 · 1983/84 · 1984/85 · 1985/86 · 1986/87 · 1987/88 · 1988/89 · 1989/90 · 1990/91 · 1991/92 · 1992/93 · 1993/94 · 1994/95 · 1995/96 · 1996/97 · 1997/98 · 1998/99 · 1999/00 · 2000/01 · 2001/02 · 2002/03 · 2003/04 · 2004/05 · 2005/06 · 2006/07 · 2007/08 · 2008/09 · 2009/10 · 2010/11 · 2011/12 · 2012/13 · 2013/14 · 2014/15 · 2015/16 · 2016/17 · 2017/18 · 2018/19 · 2019/20 · 2020/21 · 2021/22 · 2022/23